# Crassispira elatior
Crassispira elatior é uma espécie de gastrópode do gênero Crassispira, pertencente à família Pseudomelatomidae.